# Barren (Turngerät)

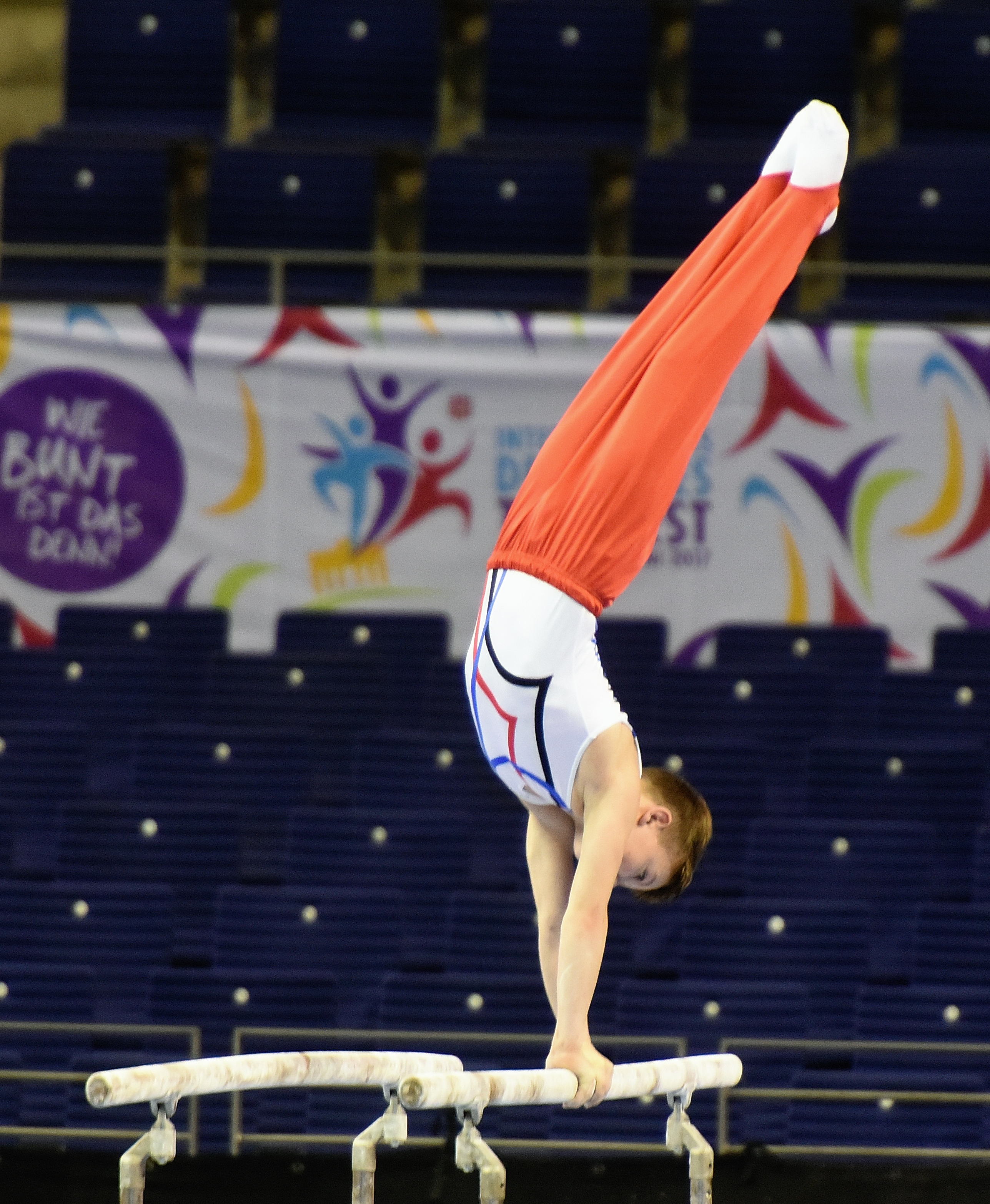
Handstand auf einem Holm des Barrens

Der Barren ist ein Sportgerät aus dem Turnsport, der auch als Männerbarren oder  als Parallelbarren bezeichnet wird. Es besteht aus zwei parallelen Holmen, die je 350 cm lang sind und 195 cm hoch (typisch: stufenweise verstellbar von 160 bis 210 cm) auf vier Standrohren gelagert sind. Die im Querschnitt etwas hochovalen Holme bestehen äußerlich aus Holz über einem Kern von ehemals Federstahl, heute jedoch von bis zu drei Stäben aus Glasfaserkunststoff, um eine ausreichende Festigkeit und Bruchsicherheit, sowie geeignete Elastizität und Dämpfung, zu erreichen. Der waagerechte Abstand der Holme kann über Schwanenhals genannte Auskragungen etwa von 41 bis 61 cm variiert werden.
Unter dem Barren liegen meist 20 cm dicke Niedersprungmatten.
Der Barren wurde von Friedrich Ludwig Jahn erfunden.
Es gibt Barren in je nach Anforderung unterschiedlicher Ausführung wie z. B.:
- Schülerbarren
- Jugendbarren
- Männerbarren / Olympiabarren
- Mehrzweckbarren

Ein etwa mit einem mittig von oben einklinkbaren Fahrwerk bewegbarer Barren wiegt rund 300 kg. Das niedrige Chassis aus (ursprünglich) Eisenguss im Zusammenwirken mit ausgreifenden Beinen und Gummifüßen erlaubt es, auch stärkere, waagrecht quer in die Holme eingeleitete, Kräfte ohne Aufkippen des Geräts aufzunehmen. Moderne Barren verfügen über kugelgelagerte, schwenkbare Doppel-Einzelrollenaufhängungen für den leichten Transport auf jedem Untergrund.

## Verwendung
Die Kürübungen am Barren werden von Schwung- und Flugelementen dominiert. Kraftteile sind erlaubt, aber nicht gefordert. Außerdem dürfen die Turner während ihrer gesamten Übung nicht mehr als dreimal den Bewegungsablauf stoppen.
In letzter Zeit gab es gerade am Barren einen rasanten Entwicklungsschub zum „Turnen in jede Richtung“. Nicht nur entlang der „Holmengasse“, sondern auch quer, mit reckähnlichen Riesenfelgen, mit Flugteilen und Schraubenkombinationen oder mit vom Pauschenpferd abgeschauten Flanken wird heute am Barren geturnt.
Bei Wettbewerben turnen Frauen am Stufenbarren.
Eine am Barren ausgeführte Eigengewichtübung zum Trainieren der Arm- und Brustmuskulatur ist der sogenannte Barrenstütz.

## Olympiasieger am Barren
- 1896:  Alfred Flatow
- 1924:  August Güttinger
- 1928:  Ladislav Vácha
- 1932:  Romeo Neri
- 1936:  Konrad Frey
- 1948:  Michael Reusch
- 1952:  Hans Eugster
- 1956:  Wiktor Tschukarin
- 1960:  Boris Schachlin
- 1964:  Yukio Endō
- 1968:  Akinori Nakayama
- 1972:  Sawao Katō
- 1976:  Sawao Katō
- 1980:  Alexander Tkatschow
- 1984:  Bart Conner
- 1988:  Wladimir Artjomow
- 1992:  Wital Schtscherba
- 1996:  Rustam Scharipow
- 2000:  Li Xiaopeng
- 2004:  Walerij Hontscharow
- 2008:  Li Xiaopeng
- 2012:  Feng Zhe
- 2016:  Oleh Wernjajew
- 2021:  Zou Jingyuan
- 2024:  Zou Jingyuan